# Darfield

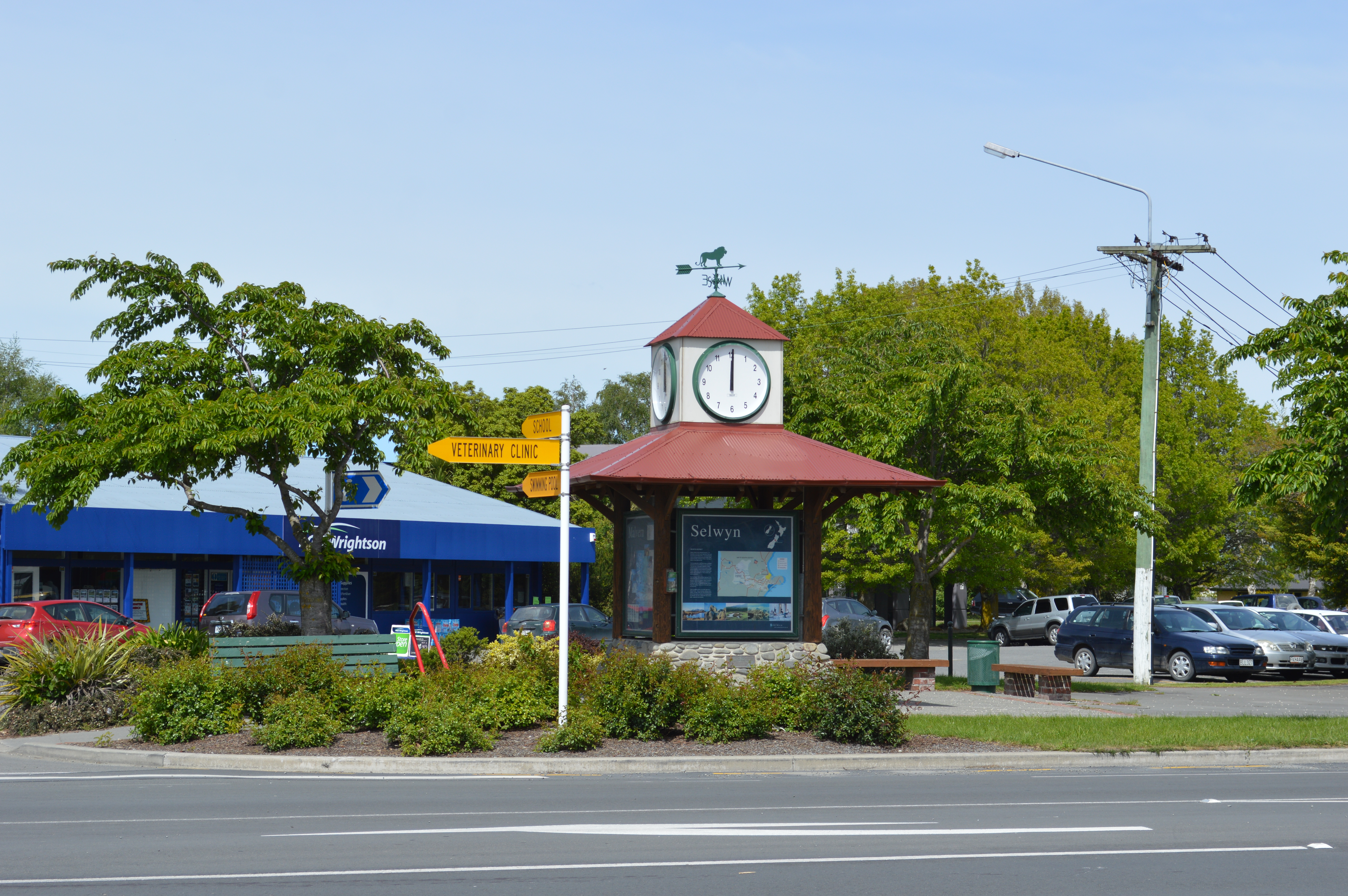
L’Horloge à Darfield en Nouvelle-Zélande

Darfield est une localité du district de Selwyn, située dans l’Île du Sud de la Nouvelle-Zélande.

## Situation
Elle est localisée à 35 kilomètres à l’ouest de la limite de la cité de Christchurch sur le trajet de la route State Highway 73/S H 73 (en) (aussi appelée « Great Alpine Highway ») et celui de la ligne de chemin de fer Midland, trajet du train du service de la TranzAlpine (en).

## Population
Sa population (selon GeoNames géographical database 2011) est de 1 593 habitants.

## Géographie
Darfield est la principale ville se trouvant entre la cité de Christchurch et la région de la West Coast. Elle est souvent appelée « le centre-ville sous la nor’west arch » en référence à son climat caractéristique, qui crée souvent une arche formée de nuages, alors que le ciel est libre partout ailleurs à l’ouest de la ville. Ceci est causé par la condensation des particules d’eau canalisées par-dessus le relief des Alpes du Sud.

## Activités économiques
Darfield possède une école intermédiaire (collège) et une école primaire ainsi que plusieurs magasins. Darfield siège dans le district de Selwyn, qui est une zone de terres arables et d’élevage pastoral. C’est la porte d’entrée des cours d’eau pittoresques que sont le fleuve Waimakariri et le fleuve Rakaia sur fond des Alpes du Sud, mais elle est aussi réputée comme une place d’envol des montgolfières.
La société Fonterra possède une laiterie, installée dans la ville. L’usine a une série d’embranchements et un centre de chargement de conteneurs.

## Le tremblement de terre de 2010
Le séisme de 2010 à Canterbury de magnitude 7,1 est survenu à côté de Darfield à 4 h 35 le 4 septembre 2010, causant des dommages étendus à la fois à la ville et l’environnement, y compris la ville proche de Christchurch.

## Personnalités notables de Darfield
- John Wright (en) (5 juillet 1954), joueur de cricket de Nouvelle-Zélande et ancien coach de l’« Indian national cricket team ».
- Mary Clinton (en) (8 mai 1960), joueur de hockey sur gazon de Nouvelle-Zélande.
- James Te Huna (en) (29 septembre 1981), premier Néo-Zélandais à entrer dans l’Ultimate Fighting Championship (en 2010).